# Five Serpent's Teeth
Five Serpent's Teeth è il terzo album del gruppo musicale thrash metal Evile, pubblicato il 26 settembre 2011.
L'album, prodotto da Russ Russel, è il primo registrato con il bassista Joel Graham, che ha sostituito il precedente musicista Mike Alexander, morto poche settimane dopo la pubblicazione di Infected Nations.

## Tracce
1. Five Serpent's Teeth – 5:45
2. In Dreams of Terror – 5:20
3. Cult – 5:01
4. Eternal Empire – 5:45
5. Xaraya – 6:15
6. Origin of Oblivion – 5:06
7. Centurion – 5:57
8. In Memoriam – 5:57
9. Descent into Madness – 4:35
10. Long Live New Flesh – 5:28

## Formazione
- Matt Drake - voce, chitarra
- Ol Drake - chitarra
- Joel Graham - basso
- Ben Carter - batteria